# Zeledonia coronata
Zeledonia coronata è un uccello passeriforme diffuso in Costa Rica e a Panama. È l'unica specie del genere Zeledonia e della famiglia Zeledoniidae..